# ギリシャ亡命政府

ギリシャ亡命政府
Ελληνική Εξόριστη Κυβέρνηση (ギリシャ語)

国の標語: Ἐλευθερία ἢ Θάνατος（ギリシア語）
自由か死か国歌: Ὕμνος εἰς τὴν Ἐλευθερίαν（ギリシア語）
自由への賛歌

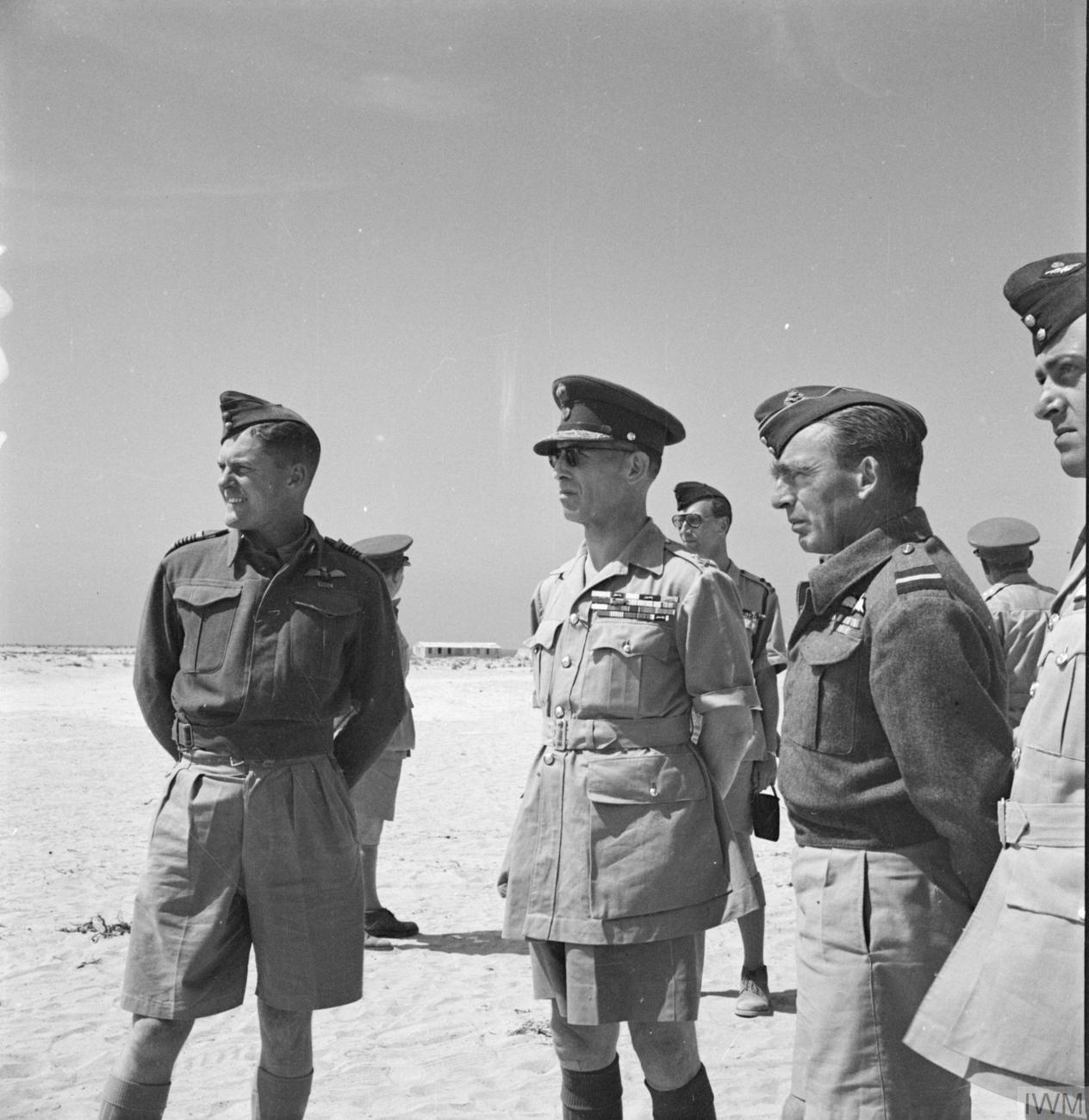
イギリス空軍のギリシャ部隊を訪問中の、国王ゲオルギオス2世を含むギリシャ亡命政府のメンバー

ギリシャ亡命政府（ギリシャぼうめいせいふ、ギリシア語: Ελληνική Εξόριστη Κυβέρνηση ）は、ギリシャの戦いとその後のナチス・ドイツとイタリアによるギリシャ占領の余波を受け、1941年に成立した。亡命政府はエジプトのカイロを拠点としていたため、カイロ政府（ギリシア語: Κυβέρνηση του Καΐρου）とも呼ばれる。枢軸国によるギリシャ占領時代には、国際的に認められた政府であった。
国王ゲオルギオス2世は1941年4月、ドイツ軍の侵攻を受けてアテネからクレタ島、カイロに避難した。1944年10月17日にドイツ占領軍が撤退するまで、同地に留まった。
イギリスは亡命政府に対して大きな影響力を行使していた。また、1944年まですべてのギリシャのレジスタンス軍から合法的なギリシャ政府として認められていた。占領されたギリシャでは、枢軸国に支配された協力主義政府と並んで、活発なレジスタンスが展開された。その主要な軍は共産主義者によって統制された民族解放戦線（EAM）やギリシャ民族解放軍（ELAS）だった。1944年、EAMとELASは事実上の独立政権を確立し、占領地と解放地の両方で選挙を行った後、1944年3月に国民解放政治委員会（PEEA）として正式に発足した。

## 歴史
アテネが陥落しかけてたとき、ギリシャの首相アレクサンドロス・コリジスが執務室で拳銃自殺し、国王ゲオルギオス2世はアレクサンドロス・マザラキスに首相の座を申し出たが、国王が八月四日体制の嫌われていた公安大臣であるコンスタンティノス・マニアダキスの解任を望まなかったので、マザラキスは申し出を辞退した。八月四日体制よりも代表的な政府を望むアテネのイギリス公使マイケル・パレール卿の強い圧力により、国王は1941年4月21日にエマヌエル・ツデロスを首相に任命した。ツデロスは元ギリシャ銀行総裁で、政治家としての素質はなく、メタクサス政権下で亡命していたことだけを理由に任命されたため、国王はパレールに対し、内閣の幅を広げると主張することが可能であった。しかし首相となったツデロスは、亡命政府を八月四日体制の遺物から切り離すことに難色を示し、非常に慎重な動きとなった。1941年4月25日、ギリシャの戦いの勃発に伴い、ゲオルギオス2世とその政府はギリシャ本土を離れ、5月20日にナチスの攻撃を受けたクレタ島へ向かった。ドイツ軍はパラシュート部隊を使った大規模な空中侵攻を行い、島の3つの主要飛行場を攻撃した。7日間の戦闘と厳しい抵抗の後、連合国軍司令官は大義名分が絶たれたと判断し、スファキアからの撤退を命じた。
5月24日の夜、ゲオルギオス2世とその政府はクレタ島からカイロに避難した。1944年10月17日にドイツ軍がギリシャから撤退するまで、政府はエジプトに留まった。政府はキプロスへの移転を希望していたが、ギリシャ系キプロス人の大半が亡命政府に忠誠を誓うと主張するイギリス植民地庁の反対で、エジプトが代替地として提示された。エジプトでは、カイロやアレキサンドリアにたくさんのギリシャ人コミュニティが存在した。彼らは政治的にヴェニゼロス派の傾向があり、国王の支持を得たメタクサス派の閣僚に反感を抱いていた。エジプトのギリシャ人コミュニティは、ビジネスで成功し、エジプト経済で大きな役割を果たす傾向があり、亡命政府は彼らの資金援助に大きく依存していた。1941年6月2日、エジプト国内のギリシャ人コミュニティがマニアダキスがいる限り亡命政府と関わりを持ちたがらないことが明らかになり、国王は渋々マニアダキスを罷免した。ヴェニゼロス派の指導者の一人、ヴァイロン・カラパナギオティスは、ソフォクリス・ヴェニゼロス宛ての手紙の中で、マニアダキスが「南米のインディアンの有力者のような豪華な側近を連れて旅行している」と苦言を呈した。国王は、マニアダキスを解任する代わりに、エジプトに逃れたヴェニゼロス派の有力政治家6人の追放をイギリスに要求したが、都合の悪いことに彼らは皆特殊作戦執行部（SOE）と密接に協力してギリシャでレジスタンスを組織していた。ヴェニゼロス派の指導者たちは皆「親英主義者であるという非の打ちどころのない記録」を持っていたので、国王が親ドイツ派であるというのは笑止千万であり、6人はエジプトから追放されることもなかった。
1941年9月23日、E・G・セバスチャンは、ギリシャ亡命政府への対応を担当する外務省の役人として、「ギリシャ政府は、メタクサス政権によって廃止された報道の自由と個人の権利に関する憲法を復活させるために、遅滞なく断固たる声明を出す必要があるということで、あらゆる立場のギリシャ人の意見が一致している。ギリシャ人の多くは、メタクサスの独裁的手法がなぜ否定されないのか理解できず、今廃止されない限り戦後も続くのではないかと懸念している。」と報告した。国王は八月四日体制の廃止に向けてゆっくりと動き、1941年10月28日にその終結が宣言され、1942年2月になってようやく1936年8月4日に無期限で停止された1911年憲法の5、6、10、12、14、20および95条の復活に同意した。1942年5月、民族統一党の党首パナギオティス・カネロプロスがギリシャを脱出し、到着後、陸軍大臣に任命された。八月四日体制に反対していたカネロプロスの軍務大臣就任は、過去との決別と見なされた。
亡命政府は、1941年7月に南アフリカのプレトリア、9月にロンドンに移転した。ギリシャの機甲部隊の大部分がエジプトにいたため、陸軍省は戦争中カイロに留まった。後の1943年3月、亡命政府はカイロに帰還した。イギリス政府関係者は、ギリシャの亡命政府を見下し、ある外務省の公務員は、ギリシャは「クローマー伯爵のいないエジプト」であると書き残した。大使のレジナルド・"レックス"・リーパー卿は、イギリスにはギリシャの政治に「友好的に介入する」権利があると述べた。外務省南部局のエドワード・ワーナーはリーパーに宛てた手紙の中で、「上流階級のギリシャ人の大部分は自己中心的なレバノン人...階級的には全くふさわしくない」と書いている。ハロルド・マクミランは、1944年8月21日の日記に、「亡命政府はカイロに支配する陰謀の毒々しい雰囲気から逃れるためにイタリアに移るべきだ。これまでのギリシャの亡命政府はすべてシェファード・ホテルのバーで崩壊した。」と書いている。1952年、ウィンストン・チャーチルは、自身の戦争体験を綴った回想録『第二次大戦回顧録』の中で、「ギリシャ人はユダヤ人と同じように世界で最も政治に熱心な民族であり、どんなに困難な状況にあっても、どんなに自国の危機が深刻でも、常に多くの政党に分かれて、多くの指導者を持ち、必死の勢いで自分たちの中で争っている。」と綴っている。
ギリシャは世界有数の商船を有しており、イギリスはドイツ海軍のUボートがイギリス船を沈めることができたら飢餓の脅威に直面するため、ギリシャ商船は亡命政府がイギリスと取引する際の資産となった。外務省の覚書には、ギリシャ商船がイギリスへの食糧輸送に従事し続けることがイギリス・ギリシャ関係の最重要課題であると書かれており、国王ゲオルギオス2世がロンドンを訪れた際には、連合国の主要指導者として扱われるよう勧告されていた。この覚書は、ギリシャの海運界の大物たちが、イギリスに食糧を運ぶための危険な北大西洋航路に自分たちの船を使わせないようにしていることを指摘し、ギリシャ商船がすべて戦争に従事するよう、亡命政府に圧力をかけるよう勧告しているものだった。
占領期間中、ギリシャの政治家が続々とエジプトに亡命し、亡命政府で活躍したが、その大半は共和制のヴェニゼロス派であった。SOEのエージェント、クリストファー・ウッドハウスは、「ドイツ軍と最も付き合いやすいギリシャ人は、旧体制、つまり王政と最も付き合いやすいギリシャ人であった」と書いている。
SOEは、エルサレムに「ギリシャの自由な声」という、ギリシャから放送しているように装った「ブラック・プロパガンダ」ラジオ局を確保していた。この体面を保つために、「ギリシャの自由な声」ラジオ局は、一般のギリシャ人が感じている感情を表現し、亡命政府を激しく攻撃した。ある放送で「ギリシャ政府はロンドンでメタクサス独裁を続けている。イタリアとドイツのファシズムの茶番をロンドンで続けている。彼ら（アルバニア戦線で戦う人々）が死んでいる間、八月四日体制はロンドンでディミトラトス、メタクサスの右腕ニコルーディス、ファシストのネオライア（青年運動）のパパダキス、A・ミハラコプロスや何千人もの人々を殺したマニアダキスと続いている」と言った。この「ブラック・プロパガンダ」の試みは、外務省にとってあまりにも「ブラック」であった。SOEがラジオ局「ギリシャの自由な声」で攻撃することに亡命政府は猛烈に反対し、共和派のヴェニゼロス派に同情的なセバスチャンから、国王にはるかに同情的なエドワード・ウォーラーに交代させられた。
ツデロスをはじめとする亡命政府は、戦争中、キプロスの大多数はギリシャ人であり、ギリシャとの合邦を望んでいると主張し、イギリスに対してキプロスとの合邦を強く迫った。クレタ島の戦いの後、外務大臣アンソニー・イーデンは、ドイツがクレタ島に続いてキプロスを占領し、キプロスの主権を傀儡のギリシャ国家に差し出すことを恐れ、これを阻止するために戦後ギリシャとキプロスの併合宣言を出そうとしていた。しかし植民地政府は、このような宣言が守られることはなく、外交的緊張を高めるだけだと懸念し、宣言は出されなかった。ツデロスは、キプロスの他にトルコ沖のドデカネス諸島（そのほとんどがギリシャ民族であり、アルバニア南部、ユーゴスラビア領マケドニアとともにイタリアに帰属していた）も欲しがっていた。ツデロスは、アルバニア南部の人々の大半は正教会の信者であり、イスラム教徒が多いアルバニアよりも正教会のギリシャに住む方が幸せであるという、民族的な理由ではなく宗教的な理由でこの主張をした。また、ツデロスは戦後ギリシャがトルコの東トラキアを併合し、イスタンブールを国際的な「自由都市」とし、ギリシャがその行政において特別な役割を果たすことを望んでいたが、ギリシャの歴史家プロコピス・パパストラティスは「まったく非現実的」と述べている。ツデロスのユーゴスラビア領マケドニア併合の野望は、ユーゴスラビア亡命政府との間に大きな緊張をもたらし、1941年12月に外務省はツデロスに対して「マケドニアに関しては、現段階でユーゴスラビア政府と領土調整の問題を提起することは最も好ましくない。ドデカネス、南アルバニア、キプロスに関しては、戦後の将来の領土調整について現段階で問題を提起するのは時期尚早であるという見解を明らかにしなければならない」という内容のメモを提出した。1942年12月、イーデンが下院でイギリス政府はアルバニアを戦前の辺境内に独立させることを支持すると発表すると、ツデロスは外交文書で、アルバニア南部あるいは「北エピルス」と呼ばれる地域は当然ギリシャの一部であると主張し、異議を唱えた。

戦時中、ツデロスは枢軸国のギリシャ占領に対するレジスタンスに反対し、枢軸国の報復はわずかな抵抗行為にも比例せず、常に多くの人を殺すとして、ギリシャのレジスタンスに対するイギリスのすべての支援を打ち切るよう外務省に迫ったが、外務省はレジスタンスへの支援はSOEの責任であると指摘した。1943年6月から7月にかけてSOEは、連合国がシチリア島ではなくギリシャに上陸するとドイツ軍に思わせるために、ギリシャのレジスタンスに破壊工作を徹底的に行うよう命じた「アニマル作戦」を展開すると、ツデロスはリーパーに次のようなメモを提出した。"
"Today all your expenses for the secret warfare of the guerrillas are in vain and still more are our sacrifices in lives and material used for these secret operations.

The profit you get out of these operations is small when compared to your enormous financial expenses for this type of warfare and to the reprisals taken by the enemy against us, by executions, expulsions, setting fire to villages and towns, rape of women etc. and all else that the enemy practices in revenge for the relatively unimportant acts of sabotage of the guerrillas".
 ツデロスは、レジスタンスに反対する以外に、ギリシャは戦争で「十分なことをした」と考えており、王立ヘレニズム海軍を除いて、ギリシャはこれ以上戦闘を行わず、エジプトにいる王立ヘレニズム軍部隊は戦争終了後にギリシャに戻るための予備軍として維持されるべきと考えていた。カイロにある伝説のホテル「シェファード・ホテル」に住んでいたため、安全保障上のリスクがあるという理由で、SOEはツデロスと情報を共有することを拒否したため、SOEとの関係は困難なものとなった。ギリシャのレジスタンス組織のほとんどは共和制であり、最大かつ最も重要なレジスタンス組織は、共産党が支配するEAM（Ethniko Apeleftherotiko Metopo-National Liberation Front）で、王政に対して公然と敵対心をむき出しにしていた。ギリシャのレジスタンス活動で最も有名なのは、1942年11月のアテネとテッサロニキを結ぶ主要鉄道のゴルゴポタモスの高架橋の爆破である。これはSOEが組織し、亡命政府は新聞を読んで初めて妨害工作を知ることになった。
SOEのほかにも、亡命政府は外務省やBBCとの間でも問題を起こしていた。ゲオルギオス2世は、BBCのギリシャ語ラジオ局の報道が、自分を十分に美化していないと感じ、ヴェニゼロス派として知られるアナウンサーG・N・ソテリアディスを何度もクビにしようとした。1942年3月、ワーナーは、国王が「外務省は『親共和主義で反自民』という異常な印象を持っている」と指摘したように、外務省との関係は非常に困難であった。国王は外務省の陰謀だと主張したが、実はイギリスの外交官たちは、ギリシャをイギリスの勢力圏に置くためには国王をギリシャに帰国させることが最善であると強く考えていた。ゲオルギオス2世はチャーチルと個人的に非常に仲が良く、チャーチルは戦争中何としてでも国王をギリシャに帰すべきだと主張し、この方針に疑問を持つイギリス政府高官は首相に横やりを入れられた。イギリスの歴史家デービッド・ブリューワーは、この首相の考えをこう総括している。「チャーチルのギリシャ情勢に対する全体的な見方は、神格化された王が王座を守るが、その周囲には陰謀を企てる廷臣政治家たちがいて、門前には卑劣な民衆がひしめいているという中世の歴史劇のようなものだった。」
国王が独裁的な八月四日体制を支持したこと、1941年4月から5月にかけてギリシャが敗北したこと、八月四日体制の多くの幹部が傀儡のギリシャ国家でドイツに協力するようになったことから、ギリシャでは共和制への支持が大きく高まり、ギリシャで活動するSOE将校たちは、ギリシャ国民が王の帰還を望んでいないことを常に報告するようになった。枢軸国による占領のためギリシャの世論は印象論でしか把握できないが、大多数のギリシャ国民は国王ゲオルギオス2世を正統な君主とは認めず、退位して共和制を復活させることを希望していた。駐ギリシャ米国大使リンカーン・マクベアは、「ジョージ・メラス氏、パパンドレウ氏、マゼラキス将軍のような熱烈なヴェニゼロス派は、何があっても国王が戻ってこられないことを理解し、イギリスがギリシャに国王を強引に戻そうとすることを阻止するよう政府に伝えるよう私に求めた」と1941年7月に報告していた。
1943年11月、イギリス人将校のドナルド・ストット少佐がギリシャに到着し、EAMを除くすべてのレジスタンスグループの指導者と連絡を取った。これらのグループのほとんどが共和主義者であったため、ストットは、王党派の抵抗がないことはギリシャ国民が国王に深く帰依していると主張し続けるイギリス政府にとって非常に恥ずかしいことだと、国王ゲオルギオス2世への忠誠を宣言させるように強く迫った。またストットは、ギリシャが解放されれば、共産主義者と反共産主義者の間で内戦が起きると予想し、イギリスは後者を支援すると述べた。その後、ストットはアテネに向かい、ドイツ憲兵隊の客員として滞在した。ストットの訪問の目的は、EAMがギリシャを支配することを望まず、ギリシャ人協力者を帰国政府で雇用することに同意するとドイツ側に主張したため、ギリシャ国家に忠実な保安大隊を、ギリシャに帰国した亡命政府に派遣することを協議することであった。親衛隊大将ハインリヒ・ヒムラーをはじめとする多くのドイツ高官は、英ソ同盟は長続きせず、必然的にイギリスはドイツと同盟してソ連に対抗しなければならないと考えており、ギリシャの高等SS警察長官ヴァルター・シーマナや外交官ヘルマン・ノイバッハーはストットの訪問を反ソ英独同盟構築の第一歩として承認した。バルカン半島のドイツ憲兵隊は、オーストリアの職業警察官であるローマ・ロースが隊長を務めた。イギリスの歴史家マーク・マゾワーは彼を「狡猾」で「影のある」人物と呼び、彼はSSと密接に協力しながら、戦争犯罪の裁きを受けることなく、1962年に引退するまで警察官としてのキャリアを続けていた。ストットは、アテネ滞在中カイロのSOE本部と無線で連絡を取り合い、ケブル准将に報告していた。ストットの面会が発覚した後、ストットは「悪党」と評されて戒告処分となり、ケブルは解雇された。ストットの訪問は、EAMのカイロ政府に対する疑念を募らせた。EAMのメンバーの多くは、国王が「アンダルテ」（レジスタンスの戦士）狩りに使っていた治安大隊の全員を恩赦し、自分のために戦うよう参加させるだろうと考えたからである。マゾワー氏は、公文書館にあるストット使節団に関する資料の多くが、まだ歴史研究者に非公開であることを報告した。マザワーは、「ギリシャに対する我々の長期的な政策は、ギリシャをイギリスの勢力圏に保持することであり、ソ連がギリシャを支配することは、東地中海におけるイギリスの意に沿わない」と書かれた機密解除文書に基づいて、亡命政府に関するイギリスの政策は、ギリシャの反共勢力との同盟を確保することだったと論じた。
1944年3月、EAMはギリシャの支配地域を統治する国家解放政治委員会を宣言したが、これは臨時政府の宣言に極めて近く、亡命政府はその正統性に対する挑戦と見なした。1944年4月、在エジプト・ギリシャ軍において、一般ギリシャ兵や水兵の多くが政府ではなくEAMを支持することを明らかにし、EAM派の反乱が発生した。アレクサンドリアでは、港に駐留していたヘレニック海軍の全軍艦の乗組員が反乱を起こし、士官を海に投げ捨て、士官を岸まで泳がせるという事件が起こった。政府は自国の軍隊に対する権威を維持することができず、反乱の鎮圧をイギリスに依頼せざるを得なかった。しかし、イギリスは反乱を自国の憲兵ではなく、できるだけギリシャ軍に鎮圧させようとした。反乱を受け、ツデロスは1944年4月13日に首相を辞任し、代わりに「無能な」ソフォクリス・ヴェニゼロスが首相に就任した。1944年4月23日、反乱のクライマックスに、忠誠心の強いギリシャ人水兵と海軍下士官が、反乱軍が支配するアレクサンドリア港のギリシャ海軍の軍艦に突入し、その過程で50人が死傷した。ヴェニゼロスは1944年4月26日に首相を辞任し、後任にゲオルギオス・パパンドレウを指名した。反乱後、エジプトにいたギリシャ兵18,500人のうち、反乱に参加しなかった2,500人は第3山岳旅団を編成してイタリアに派遣され、8,000人はエジプトに抑留され、さらに2,000人は兵役の継続は認められたが、武器の入手は許されなかった。
パパンドレウ新政権の最初の行動は、ベイルートのブローニュ大ホテルにギリシャの有力政治家とEAMを含む抵抗組織の代表を集めて会議を開き、戦後、国王の帰還の是非を問う国民投票を行い、すべてのアンダルテ（ゲリラ）は亡命政府の権限を認め、抵抗組織も内閣に入るという結論を出すことであった。ギリシャの共産主義指導部はレバノン憲章の受け入れを拒否し、EAMの軍事組織であるELAS（ギリシャ人民解放軍）の士官が軍隊を指揮し、パパンドレウがEAMに内務省、司法省および労働省を与えるよう要求した。パパンドレウはこれらの要求を拒否したが、彼は国家統一のために辞任することを約束し、チャーチルが宣言したことによってのみ覆された。チャーチル「我々はパパンドレウのような男を取り上げることはできないし、惨めなギリシャのbandittiの最初の唸り声によって狼に投げ出させることはできない」と宣言した。
1944年10月、ギリシャ政府はイギリス軍と共に亡命先から帰国した。

## 政府

### 君主
| 肖像 | 名前 （出生-死去）                | 在位          | 在位         |
| 肖像 | 名前 （出生-死去）                | 開始          | 終了         |
| ---- | --------------------------------- | ------------- | ------------ |
|      | ゲオルギオス2世 （1890年–1947年） | 1935年11月3日 | 1947年4月1日 |

### 首相
| 画像 | 画像 | 名                         | 在任          | 在任           | 政党               | 内閣       |
| 画像 | 画像 | 名                         | 就任          | 退任           | 政党               | 内閣       |
| ---- | ---- | -------------------------- | ------------- | -------------- | ------------------ | ---------- |
| 1    |      | エマヌエル・ツデロス       | 1941年4月29日 | 1944年4月13日  | 無所属             | Tsouderos  |
| 2    |      | ソフォクリス・ヴェニゼロス | 1944年4月13日 | 1944年4月26日  | 自由党             | Venizelos  |
| 3    |      | ゲオルギオス・パパンドレウ | 1944年4月26日 | 1944年10月18日 | ギリシア民主社会党 | Papandreou |

## 軍隊

### S.O.E.に参加したギリシャ軍将校
ギリシャ軍の将校は、ギリシャ政府の指揮のもと、S.O.E.のギリシャでの任務に参加した。